# Blaj
Blaj [blaʒ] (deutsch Blasendorf, ungarisch Balázsfalva, siebenbürgisch-sächsisch Bluesendref) ist eine rumänische Kleinstadt im Kreis Alba in der Region Siebenbürgen.

## Geographie
Die Stadt hat 20.758 Einwohner (Stand 2002). Im Jahr 1910 waren es 2.204 Einwohner, davon 1.560 Rumänen, 500 Ungarn und 135 Deutsche. Sie liegt auf einer Höhe von 257 m. Hier vereinigt sich der Fluss Târnava Mare (deutsch Große Kokel, ungarisch Nagy-Küküllő) mit dem Fluss Târnava Mică (deutsch Kleine Kokel, ungarisch Kis-Küküllő) zur Târnava (Kokel, ung. Küküllő).

## Geschichte

### Namensgebung
Die erste urkundliche Erwähnung von Blasendorf geht auf das Jahr 1252 zurück, als der Graf Herbord und sein Bruder Laurentius das Grundstück, wo sich die Große und die Kleine Kokel treffen, kauften. 1313 wurde Herbords Sohn, Blasius, Herr dieses Grundstücks. Von ihm stammt auch der aktuelle Name Blasendorf. Im Laufe der Geschichte trifft man die lateinische Bezeichnung Villa Blasii und die ungarische Balázsfalva.

### Wichtige Ereignisse

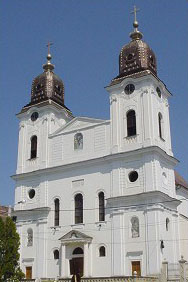
Kathedrale der Heiligen Dreifaltigkeit

- In der Mitte des 17. Jahrhunderts wurde Blasendorf wiederholt von den Osmanen angegriffen und zerstört.
- Am 12. September 1658 empfing der Prinz Georg II. Rákóczi Gesandte vom Herrscher der Walachei, Mihnea III., um das Bündnis zwischen der Walachei und Siebenbürgen zu stärken und sich besser gegen die Osmanen verteidigen zu können.
- Am 27. Oktober 1687, nachdem Österreich Siebenbürgen erobert und die Osmanen vertrieben hatte, wurde ebenfalls in Blasendorf der Vertrag zwischen Österreich und Siebenbürgen unterschrieben, wonach Siebenbürgen als autonomes Fürstentum unter der Obhut von Österreich galt.
- 1737 wurde Blasendorf dem griechisch-katholischen Bistum Siebenbürgen übergeben, und der Bischof Inocențiu Micu-Klein verlegte den Sitz von Făgăraș nach Blasendorf. Dies war ein wichtiger Wendepunkt, da sich Blasendorf von nun an stark entwickelte. Micu-Klein selbst zeichnete die Pläne der Stadt und gründete die ersten Schulen.
- Micu-Klein und seine Anhänger Samuel Micu, Gheorghe Șincai, Petru Maior und Ion Budai Deleanu, die Gründer der kulturellen Bewegung „Siebenbürgische Schule“, legten in Blasendorf einen Grundstein zum rumänischen Nationalbewusstsein; sie meinten aufgezeigt zu haben, dass das rumänische Volk ununterbrochen seit den Römern auf diesem Gebiet wohne und auch eine romanische Sprache spreche (die umstrittene dako-romanische Kontinuitätstheorie).

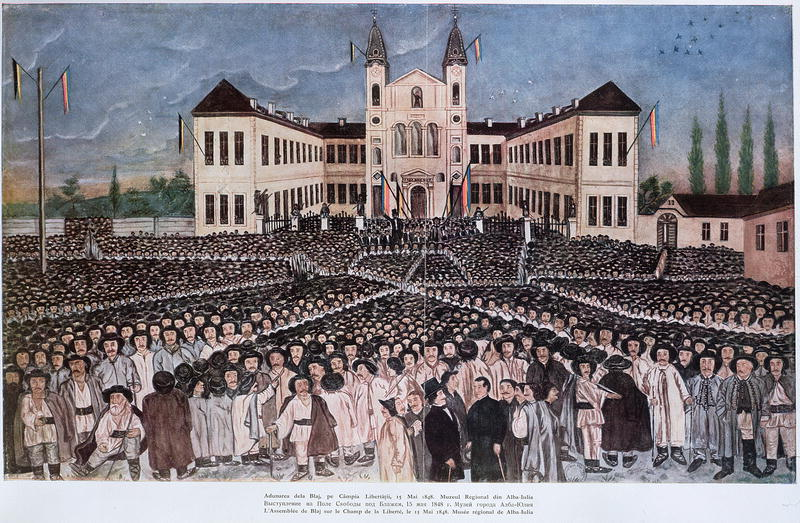
Gemälde von der Nationalversammlung 1848

- Nationalversammlung von Blaj: Aufgrund des allgemeinen Unmutes rief der Blasendorfer Philosophielehrer Aron Pumnul die Pröpste auf, aus jedem Dorf ein paar Leute für eine Versammlung zu schicken. Diese fand am 15. Mai 1848 auf der „Câmpia Libertății“, dem „Feld der Freiheit“, statt, nachdem die Bischöfe höheren Ortes die Genehmigung erlangten. Aus ganz Siebenbürgen strömten 40.000 rumänische Bauern zusammen. An dieser Versammlung, an deren Spitze die beiden Bischöfe, der orthodoxe Andrei Șaguna und der griechisch-katholische Ioan Lemeni, standen, nahmen auch zahlreiche Pfarrer, Juristen und weitere Bürger teil. Dabei wurde Simion Bărnuțius revolutionäre Präambel angenommen.

## Wirtschaft
Die Region von Blaj ist ein Anbaugebiet für die Weißweinsorte Königliche Mädchentraube.
Neben der regional typischen Industrie für Holzverarbeitung (Möbelherstellung) gibt es metallverarbeitende Industrie.
Am 25. April 2006 legte die Bosch Rexroth AG, Schweinfurt, eine hundertprozentige Tochtergesellschaft der Robert Bosch GmbH, Stuttgart, den Grundstein für ein neues Werk zur Herstellung von Komponenten für die Lineartechnik. Anfang 2007 wurde das Werk fertiggestellt und die Produktion mit 180 Angestellten aufgenommen. Im Mai 2019 hatte der Standort 3400 Mitarbeiter und teilte sich in zwei Geschäftsbereiche auf. Eine weitere Investition mit etwa sieben Millionen Euro, die 250 zusätzliche Arbeitsplätze schaffen soll, war zu diesem Zeitpunkt geplant.

## Gemeindepartnerschaften
Blaj pflegt eine Partnerschaft mit der Gemeinde Allschwil im Schweizer Kanton Basel-Landschaft. Außerdem besteht eine Partnerschaft mit dem Malteser-Hilfsdienst in Bad Soden-Salmünster.

## Bildung
In Blaj befindet sich das Gymnasium Inochentie Micu Clain.

## Sport
Die Volleyballerinnen von CS Volei Alba-Blaj sind mehrfacher rumänischer Meister und spielen auch im europäischen CEV-Pokal und in der Champions League.

## Persönlichkeiten

### In Blasendorf geboren
- Dieter Roth (* 1983), deutscher Boxer
- Egon Roth (* 1980), deutscher Boxer

### Zeitweise in Blasendorf gewirkt
- Alexandru Borza (1887–1971), Botaniker, arbeitete als Lehrer in Blasendorf